# Список космонавтів і астронавтів
Алфавітний список усіх космонавтів і астронавтів
Символ «→» означає зміну громадянства.
Символ "=" означає подвійне громадянство.

## А
- Сергій Авдєєв: Союз ТМ-15/«Мир», Союз ТМ-22/Мир
- Джеймс Крейг Адамсон: STS-28; STS-43
- Ніколь Айерс: SpaceX Crew-10 (МКС-72/МКС-73)
- Джаред Айзекман: SpaceX Inspiration4
- Айдин Айимбетов:Союз TMA-18M
- Марша Айвінс: Колумбія STS-32, Атлантіс STS-46, Колумбія STS-62, Атлантіс STS-81/«Мир»
- Донн Фултон Айзлі: Аполлон-7
- Джозеф Акаба: STS-119, Союз ТМА-04М/МКС-31-МКС-32
- Тойохіро Акіяма: Союз ТМ-11/«Мир»/Союз ТМ-10 — перший японський космонавт.
- Володимир Аксьонов: Союз-22, Союз Т-2/Салют-6, Союз Т-2/Салют-6
- Олександр Александров:Союз Т-9/Салют-7, Союз ТМ-3/«Мир»
- Олександр Александров: Союз ТМ-5/«Мир»/Союз ТМ-4
- Джозеф Аллен: Колумбія STS-5, Діскавері STS-51-A
- Ендрю Аллен: Атлантіс STS-46, Колумбія STS-62, Колумбія STS-75
- Скотт Альтман: STS-90, STS-106, STS-109, STS-125
- Вільям Андерс: Аполлон-8
- Клейтон Конрад Андерсон: STS-117/МКС-15-МКС-16, STS-120, STS-131
- Майкл Андерсон: STS-89, STS-107
- Гейлі Арсено: SpaceX Inspiration4
- Ануше Ансарі: Союз ТМА-9/Союз ТМА-8 — перша жінка-космічний турист і перший іранець в космосі.
- Домінік Ентоні Антонеллі: STS-119, STS-132
- Ніл Армстронг: Джеміні-8, Аполлон-11
- Річард Роберт Арнольд: STS-119, Союз МС-08 (МКС-55/56)
- Артем'єв Олег Германович: Союз ТМА-12М (МКС-39/МКС-40), Союз МС-08 (МКС-55/56), Союз МС-21 (МКС-66/МКС-67)
- Юрій Артюхін: Союз-14/Салют-3
- Анатолій Арцебарський: Союз ТМ-12/«Мир»
- Лі Джозеф Аршамбо: STS-117, STS-119
- Султан ібн Салман Аль Сауд: STS-51-G
- Атьков Олег Юрійович: Союз Т-10/Салют-7/Союз Т-11,
- →  Токтар Аубакіров: Союз ТМ-13/«Мир»/Союз ТМ-12 — перший казахстанський космонавт.
- Віктор Афанасьєв: Союз ТМ-11/Орбітальна станція «Мир», Союз ТМ-18/«Мир»

## Б
- Джей Бакі: Колумбія STS-90.
- Олександр Баландін: Союз ТМ-9/«Мир»
- Майкл Рід Барратт: Союз ТМА-14/МКС-19—МКС-20; STS-133; SpaceX Crew-8 (МКС-70/71)
- Даніель Томас Баррі: STS-72 STS-96 STS-105
- Джон-Девід Бартоу: Челленджер STS-51-F
- Батурін Юрій Михайлович: Союз ТМ-28, Союз ТМ-32
- Кеннет Дуейн Бауерсокс: Колумбія STS-50, Індевор STS-61, Колумбія STS-73, Діскавері STS-82
- Джеймс Бейґян: Діскавері STS-29, Колумбія STS-40
- Еллен Бейкер: Атлантіс STS-34, Колумбія STS-50, Атлантіс STS-71/«Мир»
- Майкл Бейкер: Атлантіс STS-43, Колумбія STS-52, Індевор STS-68, Атлантіс STS-81/«Мир»
- Іван Белла: Союз ТМ-29 — Союз ТМ-28
- Павло Беляєв: Восход-2
- Роберт Бенкен: STS-123, STS-130, SpaceX DM-2
- Деніел Крістофер Бербенк: STS-106, STS-115, Союз ТМА-22/МКС-29-МКС-30
- Лодевейк Ван ден Берг: Челленджер STS-51-B
- Георгій Береговий: Союз-3.
- Анатолій Березовой: Союз Т-5/Салют-7
- Кейла Беррон: SpaceX Crew-3 (МКС-66/67)
- Валерій Биковський: Восток-5, Союз-22, Союз-31/Салют-6/Союз-29.
- Алан Бін: Аполлон-12, Скайлеб-3(Аполлон)/Скайлеб
- Джон Блаха: Діскавері STS-29, Діскавері STS-33, Атлантіс STS-43, Колумбія STS-58, Атлантіс STS-79/«Мир»/Атлантіс STS-81
- Майкл Блумфілд: Атлантіс STS-86/«Мир»
- Ґійон Блуфорд: Челленджер STS-8, Челленджер STS-61-A, Діскавері STS-39, Діскавері STS-53
- Керол Бобко: Челленджер STS-6, Діскавері STS-51-D, Атлантіс STS-51-J
- Патрік Бодрі: Діскавері STS-51-G
- Чарльз Болден: Колумбія STS-61-C, Діскавері STS-31, Атлантіс STS-45, Діскавері STS-60
- Лю Бомін: Шеньчжоу-12
- Роберта Бондар: Діскавері STS-42 — перша канадійська космонавтка
- Андрій Борисенко: Союз ТМА-21/МКС-27-МКС-28
- Борисов Костянтин Сергійович: SpaceX Crew-7 (МКС-69-70)
- Френк Борман: Джеміні-7, Аполлон-8
- Ерік Аллен Боу: STS-126, STS-133
- Стівен Джерард Боуен: STS-126, STS-132, STS-133, SpaceX Crew-6/МКС-68
- Венс Діво Бранд: Союз-Аполлон, STS-5, STS-5, STS-41-B, STS-35
- Деніел Бранденстейн: Челленджер STS-8, Діскавері STS-51-G, Колумбія STS-32, Індевор STS-49
- Девід МакДауелл Браун: STS-107
- Кьортіс Браун: індевор STS-47, Атлантіс STS-66, Індевор STS-77, Діскавері STS-85
- Марк Браун: Колумбія STS-28, Діскавері STS-48
- Рендолф Джеймс Брезник: STS-129; Союз МС-05/МКС-52-53
- Чарльз Брейді: Колумбія STS-78
- Рой Бріджес: Челленджер STS-51-F
- Микола Бударін: Атлантіс STS-71/«Мир»/Союз ТМ-21, Союз ТМ-27/«Мир»
- Деніел Бурш: Діскавері STS-51, Індевор STS-68, Індевор STS-77
- Джеймс Бучлі: Діскавері STS-51-C, Челленджер STS-61-A, Діскавері STS-29, Діскавері STS-48

## В
- Коїчи Ваката: STS-72, STS-92, STS-119/МКС-18-МКС-19-МКС-20, STS-127/МКС-38-МКС-39, SpaceX Crew-5 (МКС-68)
- Грегорі Рід Вайсман: Союз ТМА-13М/МКС-40-МКС-41,
- Пітер Вайсофф: Індевор STS-57, Індевор STS-68, Атлантіс STS-81/Мир, STS-92
- Едвард Вайт: Джеміні-4, Аполлон-1
- Пол Вайц: Скайлеб-2, STS-6
- Рекс Вальгайм: STS-110, STS-122, STS-135
- Ульріх Вальтер: Колумбія STS-55
- Тейлор Ван: Челленджер STS-51-B
- Ван Япін: Шеньчжоу-10
- Василевська Марина Віталіївна: Союз МС-25 (МКС-70)
- Володимир Васютін: Союз Т-14/Салют-7.
- Мері Вебер: Діскавері STS-70, STS-101
- Джеймс Везербі: STS-32, STS-52, STS-63, STS-86, STS-102, STS-113
- Родольфо Вела: Атлантіс STS-61-B — перший мексиканський космонавт.
- Виноградов Павло Володимирович: Союз ТМ-26/«Мир», Союз ТМА-8/МКС-13, Союз ТМА-08М/МКС-35.
- Вікторенко Олександр Степанович: Союз ТМ-3/«Мир»/Союз ТМ-2, Союз ТМ-8/Мир, Союз ТМ-14/«Мир», Союз ТМ-20/«Мир»
- Теренс Вілкатт: Індевор STS-68, Атлантіс STS-79/Мир, Індевор STS-89/Мир
- Баррі Вілмор: STS-129, Союз ТМА-14М (МКС-41/МКС-42), Boeing Crew Flight Test (МКС-72/73)
- Даглас Вілок: STS-120, Союз ТМА-19 (МКС-24)
- Стефані Вілсон: STS-121, STS-120, STS-131
- Давид Вільямс: Колумбія STS-90
- Джеффрі Вільямс: STS-101, Союз ТМА-8 (МКС-13), Союз ТМА-16 (МКС-21/22), Союз ТМА-20М (МКС-47/48)
- Дональд Вільямс: Діскавері STS-51-D, Атлантіс STS-34
- Суніта Вільямс: STS-116/МКС-14-МКС-15, STS-117, Союз ТМА-05М (МКС-32/МКС-33), Boeing Crew Flight Test (МКС-72/73)
- Пеггі Вітсон: STS-111, МКС-5, STS-113, Союз ТМА-11/МКС-16
- Чарлз Лейсі Віч: Діскавері STS-39, Колумбія STS-52
- Дейвід Метісон Вокер: Діскавері STS-51-A, Атлантіс STS-30, Діскавері STS-53, Індевор STS-69
- Джозеф Вокер: X-15 — перший, хто двічі злітав у космос (на ракетоплані X-15).
- Чарльз Вокер: Діскавері STS-41-D, Діскавері STS-51-D, Атлантіс STS-61-B
- Шеннон Вокер: Союз ТМА-19 (МКС-24-МКС-25); SpaceX Crew-1 (МКС-64-МКС-65)
- Карл Волз: Діскавері STS-51, Колумбія STS-65, Атлантіс STS-79/Мир, Індевор STS-108-МКС-4-STS-111
- Борис Волинов: Союз-5, Союз-21/Салют-5.
- Ігор Волк: Союз Т-12/Салют-7
- Владислав Волков: Союз-7, Союз-11/Салют-1 — загинув при посадці.
- →  Олександр Волков: Союз Т-14/Салют-7, Союз ТМ-7/Мир, Союз ТМ-13/Мир
- Сергій Волков: Союз ТМА-12/МКС-17, Союз ТМА-02М/МКС-28-29, Союз TMA-18M/МКС-45-46
- Елфред Ворден: Аполлон-15
- Джеймс Шелтон Восс: Атлантіс STS-44, Діскавері STS-53, Індевор STS-69
- Дженіс Елейн Восс: Індевор STS-57, Діскавері STS-63, Колумбія STS-83, Колумбія STS-94
- Джесіка Воткінс SpaceX Crew-4 (МКС-67/МКС-68)
- Дейвід Александер Вулф: Колумбія STS-58, Атлантіс STS-86/Мир/Індевор STS-89, Атлантіс STS-112, Індевор STS-127

## Г
- Юрій Гагарін: Восток — перший в світі космонавт.
- Роберт Гайнс: SpaceX Crew-4 (МКС-67/МКС-68)
- Рональд Гаран:STS-124, «Союз ТМА-21», МКС-27, МКС-28
- Гай Гарднер: Атлантіс STS-27, Колумбія STS-35
- Дейл Гарднер: Челленджер STS-8, Діскавері STS-51-A
- Едвін Гарн: Діскавері STS-51-D — перший сенатор-космонавт.
- Марк Гарно: Челленджер STS-41-G — перший канадійський космонавт, Індевор STS-77
- Бернард Гарріс: Колумбія STS-55, Діскавері STS-63
- Террі Гарт: Челленджер STS-41-C
- Річард Даглас Гасбанд: «Діскавері» STS-96, «Колумбія» STS-107
- Фредерік Гамілтон Гаук: STS-7, STS-51A, STS-26
- Умберто Ґвідоні: Колумбія STS-75, Індевор STS-100
- Нік Гейґ: Союз МС-10, Союз МС-12 (МКС-59/60), SpaceX Crew-9 (МКС-72/73)
- Сьюзен Гелмс: STS-54, STS-64, STS-78, STS-101, STS-102, МКС-2, STS-105
- Чарлз Доналд Ґемар (Gemar): STS-38, STS-48, STS-62
- Дуглас Герлі: STS-127, STS-135, SpaceX DM-2
- Ґерріот Оуен: Скайлеб-3(Аполлон)/Скайлеб, Колумбія STS-9
- Мирослав Гермашевський: Союз-30/Салют-6
- Майкл Гернхардт: Індевор STS-69, Колумбія STS-83, Колумбія STS-94
- Олександр Герст: Союз TMA-13M (МКС-40/41), Союз МС-09 (МКС-56/57)
- Ендрю Френсіс Геффні: Колумбія STS-40
- Едвард Гібсон: Скайлеб-4(Аполлон)/Скайлеб
- Роберт Гібсон: Челленджер STS-41-B, Колумбія STS-61-C, Атлантіс STS-27, Індевор STS-47, Атлантіс STS-71/Мир
- Юрій Гідзенко: Союз ТМ-22/Мир
- Юрій Глазков: Союз-24/Салют-5
- Джон Гленн: Меркурій-6 (Френдшип-7)
- Віктор Гловер: SpaceX Crew-1 (МКС-64-МКС-65)
- Чарльз Гобо:STS-104, STS-118, STS-129
- Лінда Годвін: Атлантіс STS-37, Індевор STS-59, Атлантіс STS-76/Мир
- Віктор Горбатко: Союз-7, Союз-24/Салют-5, Союз-37/Салют-6/Союз-36.
- Горбунов Олександр Володимирович: SpaceX Crew-9 (МКС-72/73)
- Річард Гордон: Джеміні-11, Аполлон-12
- Домінік Горі: STS-91, STS-99, STS-108, STS-123
- Скотт Горовіц: Колумбія STS-75, Діскавері STS-82, STS-101, STS-105
- Джеймс ван Гофтен: Челленджер STS-41-C, Діскавері STS-51-I
- Джон Мейс Грансфелд: STS-67, STS-81, STS-103, STS-109, STS-125
- Александр Гребьонкін: SpaceX Crew-8 (МКС-70/71)
- Вільям Грегорі: Індевор STS-67
- Фредерік Грегорі: Челленджер STS-51-B, Діскавері STS-33 — перший афроамериканський командир шатла, Атлантіс STS-44
- Рональд Грейб: Атлантіс STS-51-J, Атлантіс STS-30, Діскавері STS-42, Індевор STS-57
- Георгій Гречко: Союз-17, Союз-26/Салют-6, Союз Т-14/Салют-7/ Союз Т-13
- Стенлі Дейвід Гріггс: Діскавері STS-51-D
- Вірджил Гріссом: Меркурій-4 (Ліберті Бел-7), Джеміні-3
- Олексій Губарєв: Союз-17/Салют-4, Союз-28/Салют-6
- Майкл Тімоті Гуд: STS-125, STS-132
- Жугдердемідійн Гуррагча: Союз-39/Салют-6 — перший монгольський космонавт
- Сідні Гутьєррес: Колумбія STS-40, Індевор STS-59

## Д
- Бонні Данбар: Челленджер STS-61-A, Колумбія STS-32, Колумбія STS-50, Атлантіс STS-71/Мир, Індевор STS-89/Мир
- Семюел Дарренс: Колумбія STS-35, Індевор STS-67
- Браян Даффі: Атлантіс STS-45, Індевор STS-57, Індевор STS-72
- Франк Де Вінне:Союз ТМА-1, Союз ТМ-34, Союз ТМА-15
- Ненсі Девіс: Індевор STS-47, Діскавері STS-60, Діскавері STS-85
- Володимир Дежуров: Союз ТМ-21/Мир/Атлантіс STS-71, Діскавері STS-105-МКС-3-Індевор STS-108
- Лоуренс Джеймс Делукас: Колумбія STS-50
- Джанібеков Володимир Олександрович: Союз-27/Салют-6/Союз-26, Союз-39/Салют-6, Союз Т-6/Салют-7, Союз Т-12/Салют-7, Союз Т-13/Салют-7
- Грегорі Джарвіс: Челленджер STS-51-L — вибух на 73 секунді після запуску, загинув весь екіпаж
- Мей Керол Джемісон: Індевор STS-47 — перша космонавтка-афроамериканка
- Тамара Елізабет Джерніган: Колумбія STS-40, Колумбія STS-52, Індевор STS-67, Колумбія STS-80
- Брент Ворд Джетт: Індевор STS-72, Атлантіс STS-81/Мир
- Томас Джоунс: Індевор STS-59, Індевор STS-68, Колумбія STS-80
- Георгій Добровольський: Союз-11/Салют-1 — загинув при посадці
- Меттью Домінік: SpaceX Crew-8 (МКС-70/71)
- Бенджамін Елвін Дрю: STS-118, STS-133
- Дубров Петро Валерійович: Союз МС-18 (МКС-65/66)
- Педро Франсіско Дуке: STS-95, Союз ТМА-3 — МКС — Союз ТМА-2
- Чень Дун: Шеньчжоу-11, Шеньчжоу-14
- Дьомін Лев Степанович: Союз-15
- Чарльз Дюк: Аполлон-16

## Е
- Райнхольд Евальд: Союз ТМ-25/Мир/Союз ТМ-24
- Роналд Еванс: Аполлон-17
- Джо Едвардс: Індевор STS-89/Мир.
- Леопольд Ейарц: Союз ТМ-27/Мир/Союз ТМ-26
- Донн Ейсел: Аполлон-7
- Томас Ейкерс: Діскавері STS-41, Індевор STS-49, Індевор STS-61, Атлантіс STS-79/Мир
- Лорен Ектон: Челленджер STS-51-F
- Джозеф Енгл: Колумбія STS-2, Діскавері STS-51-I
- Жан-П'єр Еньєре: Союз ТМ-17/Мир/Союз ТМ-16
- Клоді Еньєре: Союз ТМ-24/Мир/Союз ТМ-23 — перша французька космонавтка
- Джанетт Еппс: SpaceX Crew-8 (МКС-70/71)
- Джей Епт: Атлантіс STS-37, Індевор STS-47, Індевор STS-59, Атлантіс STS-79/Мир
- Хосе Морено Ернандес: STS-128
- Джеффрі Ширс Ешбі: STS-93, STS-100, STS-112

## Є
- Борис Єгоров: Восход-1.
- Олексій Єлисеєв: Союз-5-Союз-4, Союз-8, Союз-10
- Зигмунд Єн: Союз-31/Салют-6/Союз-29 — перший і єдиний східнонімецький космонавт.

## Ж
- Жолобов Віталій Михайлович: Союз-21/Салют-5.

## З
- Зальотін Сергій Вікторович: Союз ТМ-30, Союз ТМА-1
- Зубрицький Олексій Віталійович: Союз МС-27 (МКС-72/73)
- Зудов В'ячеслав Дмитрович: Союз-23
- Джордж Дейвід Замка: STS-120, STS-130

## І
- Іванишин Анатолій Олексійович: Союз ТМА-22 (МКС-29/30), Союз МС-01 (МКС-48/49)
- Георгій Іванов: Союз-33 — перший болгарський космонавт.
- Іванченков Олександр Сергійович: Союз-29/Салют-6/Союз-31, Союз Т-6/Салют-7
- Ентоні Вейн Інгленд: Челленджер STS-51-F
- Джеймс Ірвін: Аполлон-15

## К
- Роберт Кабана: Діскавері STS-41, Діскавері STS-53, Колумбія STS-65
- Джанет Лінн Каванді: STS-91, STS-99, STS-104
- Каденюк Леонід Костянтинович: Колумбія STS-87 — перший український космонавт.
- Френк Лі Калбертсон: Атлантіс STS-38, Діскавері STS-51
- Калері Олександр Юрійович: Союз ТМ-14/Мир, Союз ТМ-24/Мир
- Чарлз Камарда: STS-114
- Кеннет Доналд Камерон: STS-37, STS-56, STS-74
- Норісіге Канаі: Союз МС-07 (МКС-54/МКС-55)
- Ронні Волтер Каннінгем: Аполлон-7
- Скотт Карпентер: Меркурій-7 (Аврора-7)
- Джеральд Пол Карр: Скайлеб-4(Аполлон)/Скайлеб
- Ненсі Джейн Каррі: Індевор STS-57, Діскавері STS-70
- Менлі Ланіер Картер: Діскавері STS-33
- Джош Касада: SpaceX Crew-5 (МКС-68)
- Джон Ховард Каспер: Атлантіс STS-36, Індевор STS-54, Колумбія STS-62, Індевор STS-77
- Андре Кейперс: ЕВ-6 (Союз ТМА-4 та Союз ТМА-3)
- Мауріціо Келі: Колумбія STS-75
- Джеймс Макнейл Келлі: STS-102, STS-114
- Марк Едвард Келлі: STS-108, STS-121, STS-124, STS-134
- Скотт Джозеф Келлі: STS-103, STS-118, Союз ТМА-01М (МКС-25/26), Союз TMA-16M (МКС-43/44/ 45/46)
- Роберт Лі Кербім: STS-85, STS-98, STS-116
- Джозеф Пітер Кервін: Скайлеб-2(Аполлон)/Скайлеб
- Кизим Леонід Денисович: Союз Т-3/Салют-6, Союз Т-10/Салют-7/Союз Т-11, Союз Т-15/Мир/Салют-7/Мир
- Джонні Кім: Союз МС-27 (МКС-72/73)
- Роберт Шейн Кімбро: STS-126, Союз МС-02 (МКС-49/МКС-50), SpaceX Crew-2 (МКС-65)
- Кікіна Анна Юріївна: SpaceX Crew-5 (МКС-68)
- Лорел Блер Селтон Кларк: STS-107
- Жан-Франсуа Клервуа: Атлантіс STS-66, Атлантіс STS-84/Мир
- Петро Климук: Союз-13, Союз-18/Салют-4, Союз-30/Салют-6
- Мері Луїз Клів: Атлантіс STS-61-B, Атлантіс STS-30
- Майкл Річард Юрем Кліффорд: Діскавері STS-53, Індевор STS-59, Атлантіс STS-76/Мир
- Ковальонок Володимир Васильович: Союз-25, Союз-29/Салют-6/Союз-31, Союз Т-4/Салют-6
- Річард Кові: Діскавері STS-51-I, Діскавері STS-26, Атлантіс STS-38, Індевор STS-61
- Козєєв Костянтин Мирович: Союз ТМ-33
- Крістіна Кох: Союз МС-12 (МКС-59/60/61)
- Кеннет Дейл Кокрелл: Діскавері STS-56, Індевор STS-69, Колумбія STS-80
- Трейсі Колдвел Дайсон: STS-118, Союз ТМА-18 (МКС-23/МКС-24), Союз МС-25 (МКС-70/МКС-71)
- Айлін Марі Коллінз: Діскавері STS-63 — перша жінка-пілот шатла, Атлантіс STS-84/Мир
- Майкл Колінз: Джеміні-10, Аполлон-11.
- Володимир Комаров: Восход-1, Союз-1 — загинув при посадці.
- Кондакова Олена Володимирівна: Союз ТМ-20/Мир, Атлантіс STS-84/Мир
- Дмитро Кондратьєв: Союз ТМА-20/МКС-26-МКС-27
- Кононенко Олег Дмитрович: Союз ТМА-12 (МКС-17), Союз ТМА-03М (МКС-30-31), Союз ТМА-17М (МКС-44-45), Союз МС-11 (МКС-57/58), Союз МС-24 (МКС-69-70-71)
- Чарльз Конрад: Джеміні-5, Джеміні-11, Аполлон-12, Скайлеб-2(Аполлон)/Скайлеб
- Тімоті Копра: STS-127/(МКС-20)/STS-128, «Союз ТМА-19М» (МКС-47/МКС-48)
- Корзун Валерій Григорович: Союз ТМ-24/Мир
- Корнієнко Михайло Борисович: Союз ТМА-18/МКС-23-МКС-24, Союз TMA-16M/ МКС-43-МКС-44-МКС-45-МКС-46
- Корсаков Сергій Володимирович: Союз МС-21 (МКС-66/МКС-67)
- Котов Олег Валерійович: Союз ТМА-10, Союз ТМА-17, Союз ТМА-10М
- Кетрін Грейс Коулман: Колумбія STS-73
- Коутс Майкл Ллойд: Діскавері STS-41-D, Діскавері STS-29, Діскавері STS-39
- Роджер Крауч: Колумбія STS-83, Колумбія STS-94
- Кевін Крегель: Діскавері STS-70, Колумбія STS-78, Колумбія STS-87
- Джон Олівер Крейтон: Діскавері STS-51-G, Атлантіс STS-36, Діскавері STS-48
- Жан-Лу Кретьєн: Союз Т-6/Салют-7, Союз ТМ-7/Мир/Союз ТМ-6 — перша європейська ПКД, Атлантіс STS-86/Мир
- Сергій Крикальов: Союз ТМ-7/Мир, Союз ТМ-12/Мир/Союз ТМ-13, Діскавері STS-60
- Роберт Лорел Кріппен: Колумбія STS-1, Челленджер STS-7, Челленджер STS-41-C, Челленджер STS-41-G
- Саманта Крістофоретті SpaceX Crew-4 (МКС-67/МКС-68)
- Кубасов Валерій Миколайович: Союз-6, Союз-19, Союз-36/Салют-6/Союз-35
- Сергій Кудь-Свєрчков: Союз МС-17 (МКС-63-МКС-64)
- Гордон Купер: Меркурій-9 (Фейт-7), Джеміні-5

## Л
- Лавейкін Олександр Іванович: Союз ТМ-2/Мир
- Лазарєв Василь Григорович: Союз-12, Союз-18a
- Олександр Лазуткін: Союз ТМ-25/Мир
- Гі Лаліберте: восьмий космічний турист — Союз ТМА-16 — МКС — Союз ТМА-14
- Джон Майкл Лаундж: STS-51-I, STS-26, STS-35
- Лебедєв Валентин Віталійович: Союз-13, Союз Т-5/Салют-7
- Анатолій Левченко: Союз ТМ-4/Мир/Союз ТМ-3
- Вільям Ленуар: Колумбія STS-5
- Олексій Леонов: Восход-2 — здійснив перший вихід у відкритий космос, Союз-19
- Фред Леслі: Колумбія STS-73
- Марк Лі: Атлантіс STS-30, Індевор STS-47, Діскавері STS-64, Діскавері STS-82
- Ян Лівей: Шеньчжоу-5
- Лі Со-йон: Союз ТМА-12
- Дон Лінд: Челленджер STS-51-B
- Челл Норвуд Ліндгрен: Союз ТМА-17М (МКС-44-МКС-45); SpaceX Crew-4 (МКС-67/МКС-68)
- Стівен Вейн Ліндсі: Колумбія STS-87
- Джері Ліненджер: Діскавері STS-64, Атлантіс STS-81/Мир/Атлантіс STS-84
- Річард Ліннехен: Колумбія STS-78, Колумбія STS-90
- Грег Лінтеріс: Колумбія STS-83, Колумбія STS-94
- Дейвід Лістма: Челленджер STS-41-G, Колумбія STS-28, Атлантіс STS-45
- Байрон Курт Ліхтенберг: Колумбія STS-9, Атлантіс STS-45
- Джеймс Ловелл: Джеміні-7, Джеміні-12, Аполлон-8, Аполлон-13.
- Джон Лондж: Діскавері STS-51-I, Діскавері STS-26, Колумбія STS-35
- Юрій Лончаков: STS-100, Союз ТМА-1, Союз ТМ-34
- Майкл Лопес-Алегрія: Колумбія STS-73, Axiom Space Crew Dragon mission
- Дейвід Лоу: Колумбія STS-32, Атлантіс STS-43, Індевор STS-57
- Венді Лоуренс: Індевор STS-67, Атлантіс STS-86/Мир
- Едвард Лу: Атлантіс STS-84/Мир
- Джек Лусма: Скайлеб-3(Аполлон)/Скайлеб, Колумбія STS-3
- Шеннон Люсід: Діскавері STS-51-G, Атлантіс STS-34, Атлантіс STS-43, Атлантіс STS-76/Мир/Атлантіс STS-79
- Володимир Ляхов: Союз-32/Салют-6/Союз-34, Союз Т-9/Салют-7, Союз ТМ-6/Мир/Союз ТМ-5

## М
- Макаров Олег Григорович: Союз-12, Союз-18a, Союз-27/Салют-6/Союз-26, Союз Т-3/Салют-6
- Вільям МакАртур: Колумбія STS-58, Атлантіс STS-74/Мир
- Кетрін Меган Макартур: STS-125, SpaceX Crew-2 (МКС-65)
- Джон МакБрайд: Челленджер STS-41-G
- Джеймс МакДівітт: Джеміні-3, Аполлон-9
- Майкл МакКаллі: Атлантіс STS-34
- Брюс МакКендлесс: Челленджер STS-41-B, Діскавері STS-31
- Вільям Камерон Маккул: STS-107
- Стівен Гленвуд Маклейн: Колумбія STS-52
- Енн Макклейн: Союз МС-11 (МКС-57/МКС-58/МКС-59); SpaceX Crew-10 (МКС-72/МКС-73)
- Дональд МакМонагл: Діскавері STS-39, Індевор STS-54, Атлантіс STS-66
- Рональд МакНейр: Челленджер STS-41-B, Челленджер STS-51-L — вибух на 73 секунді після запуску, загинув весь екіпаж.
- Кріста МакОліфф: Челленджер STS-51-L — вибух на 73 секунді після запуску, загинув весь екіпаж.
- Маленченко Юрій Іванович: Союз ТМ-19/Мир, Атлантіс STS-106/МКС, Колумбія STS-107/МКС, Союз ТМА-11/МКС, Союз TMA-05M/МКС, Союз ТМА-19М/МКС.
- Франко Малерба: Атлантіс STS-46 — перший італійський космонавт
- Малишев Юрій Васильович: Союз Т-2/Салют-6, Союз Т-11/Салют-7/Союз Т-10
- Річард Маллейн: Діскавері STS-41-D, Атлантіс STS-27, Атлантіс STS-36
- →  Геннадій Манаков: Союз ТМ-10/Мир, Союз ТМ-16/Мир
- Манаров Муса Хіраманович: Союз ТМ-4/Мир/Союз ТМ-6, Союз ТМ-11/Мир
- Ніколь Онапу Манн: SpaceX Crew-5 (МКС-68)
- Томас Маршберн (Marshburn): STS-127, Союз ТМА-07М (МКС-34/35), SpaceX Crew-3 (МКС-66/67)
- Сторі Масгрейв: Челленджер STS-6, Челленджер STS-51-F, Діскавері STS-33, Атлантіс STS-44, Індевор STS-61, Колумбія STS-80
- Майкл Джеймс Массіміно: STS-109, STS-125
- Матвєєв Денис Володимирович Союз МС-21 (МКС-66/МКС-67)
- Кен Маттінглі: Аполлон-16, Колумбія STS-4, Діскавері STS-51-C
- Маттіас Мауер: SpaceX Crew-3 (МКС-66/67)
- Джессіка Меїр: Союз МС-15 (МКС-61/62)
- Памела Енн Мелрой: STS-92, STS-112, STS-120
- Брюс Мельник: Діскавері STS-41, Індевор STS-49
- Арнальдо Тамайо Мендес: Союз-38/Салют-6 — перший кубинський і перший темношкірий космонавт.
- Ульф Мербольд: Колумбія STS-9 — перший космонавт Європейського космічного агентства, перший західнонімецький космонавт, і перший неамериканець в американському апараті, Діскавері STS-42, Союз ТМ-20/Мир/Союз ТМ-19
- Ернст Мессершмід: Челленджер STS-61-A
- Карл Мід: Атлантіс STS-38, Колумбія STS-50, Діскавері STS-64
- Олександр Місуркін: Союз ТМА-08М (МКС-35/36)
- Едгар Мітчелл: Аполлон-14
- Жасмин Могбелі: SpaceX Crew-7 (МКС-69-70)
- Андреас Могенсен: Союз ТМА-18М, SpaceX Crew-7 (МКС-69-70)
- Абдул Ахад Моманд: Союз ТМ-6/Мир/Союз ТМ-5 — перший афганський космонавт
- Барбара Реддінг Морган: STS-118
- Ендрю Морган: Союз МС-13 (МКС-60/61)
- Мамору Морі: «Індевор» STS-47
- Тіакі Мукаї (Mukai Chiaki): Колумбія STS-65, STS-95
- Талгат Мусабаєв: Союз ТМ-19/Мир, Союз ТМ-27/Мир
- Барбара Морган: MTKK «Індевор» STS-118
- Маріанна Мерчес

## Н
- Карен Луджин Найберг:STS-124, Союз ТМА-09М
- Стівен Найджел: Діскавері STS-51-G, Челленджер STS-61-A, Атлантіс STS-37, Колумбія STS-55
- Султан Аль-Нейаді: SpaceX Crew-6/МКС-68
- Білл Нельсон: Колумбія STS-61-C
- Джордж Нельсон: Челленджер STS-41-C, Колумбія STS-61-C, Діскавері STS-26
- Паоло Анджело Несполі: STS-120; Союз ТМА-20/МКС-25-26; Союз МС-05/МКС-52-53
- Андріян Ніколаєв: Восток-3, Союз-9.
- Клод Нікольє: Атлантіс STS-46 — перший швейцарський космонавт, Індевор STS-61, Колумбія STS-75
- Ліза Марія Новак: STS-121
- Олег Вікторович Новицький: Союз ТМА-06М (МКС-33/34); Союз МС-03 (МКС-50/51); Союз МС-18 (МКС-65/66), Союз МС-25 (МКС-70)
- Карлос Норьєга: Атлантіс STS-84/Мир
- Джеймс Ньюмен: Діскавері STS-51, Індевор STS-69

## О
- Роберт Овермаєр: Колумбія STS-5, Челленджер STS-51-B
- Олексій Овчинін: Союз ТМА-20М—(МКС-47/48)—Союз МС-10, Союз МС-12 (МКС-59/60)
- Вуббо Окелс: Челленджер STS-61-A — перший нідерландський космонавт.
- Браян О'Коннор: Атлантіс STS-61-B, Колумбія STS-40
- Едвін Олдрін: Джеміні-12, Аполлон-11
- Джон Деніел Олівас: STS-117, STS-128
- Грегорі Олсен: Союз ТМА-7, Союз ТМА-6
- Еллісон Онізука: Діскавері STS-51-C, Челленджер STS-51-L — вибух на 73 секунді після запуску, загинув весь екіпаж.
- Такуя Оніші: Союз МС-01 (МКС-48/МКС-49); SpaceX Crew-10 (МКС-72/МКС-73)
- Юрій Онуфрієнко: Союз ТМ-23/Мир
- Стівен Освальд: Діскавері STS-42, Діскавері STS-56, Індевор STS-67
- Білл Офілейн:STS-116
- Еллен Очоа: Діскавері STS-56, Атлантіс STS-66

## П
- Джеймс Павельчик: Колумбія STS-90
- Геннадій Падалка: Союз ТМ-28, Союз TMA-4, Союз TMA-14, Союз TMA-04M, Союз TMA-16M
- Скотт Паразинський (Scott Parazynski): Атлантіс STS-66, Атлантіс STS-86/Мир
- Рональд Ентоні Парізе:Колумбія STS-35, Індевор STS-67
- Роберт Паркер: Колумбія STS-9, Колумбія STS-35
- Лука Пармітано: Союз ТМА-09М (МКС-36/37), Союз МС-13 (МКС-60/61)
- Ніколас Патрік: Діскавері STS-116, Індевор STS-130
- Пацаєв Віктор Іванович: Союз-11/Салют-1 — загинув при посадці
- Жулі Пейєтт: STS-96, STS-127
- Вільям Пейлес (Pailes William Arthur): Атлантіс STS-51-J
- Ґарі Пейтон: Діскавері STS-51-C
- Юлія Пересільд: Союз МС-19 (МКС-65) — російська актриса
- Філіп Перрен (Philippe Perrin): STS-111
- Тома Песке: Союз МС-03 (МКС-50-МКС-51), SpaceX Crew-2 (МКС-65)
- Кіріл Пєсков: SpaceX Crew-10 (МКС-72/МКС-73)
- Дональд Петерсон: Челленджер STS-6
- Пойндекстер Алан Гудвін:STS-122, STS-131
- Олександр Поліщук: Союз ТМ-16/Мир
- Валерій Поляков: Союз ТМ-6/Мир/Союз ТМ-7, Союз ТМ-18/Мир/Союз ТМ-20
- Полянський Марк Льюїс (Mark Polansky):STS-98, STS-116, STS-127
- Леонід Попов: Союз-35/Салют-6/Союз-37, Союз-40/Салют-6, Союз Т-7/Салют-7/Союз Т-5
- Павло Попович: Восток-4, Союз-14/Салют-3
- Вільям Поуг: Скайлеб-4(Аполлон)/Скайлеб
- Чарльз Прекурт: Колумбія STS-55, Атлантіс STS-71/Мир, Атлантіс STS-84/Мир
- Прокопьєв Сергій Валерійович: Союз МС-09 (МКС-56/57)
- Думітру Прунаріу: Союз-40/Салют-6 — перший румунський космонавт.

## Р
- Саллі Райд: Челленджер STS-7 — перша американська космонавтка, Челленджер STS-41-G
- Гаррет Райзман:STS-123/МКС-16-МКС-17, STS-124, STS-132
- Джеймс Райлі: Індевор STS-89/Мир
- Томас Райтер: Союз ТМ-22/Мир
- Кеннет Райтлер: Діскавері STS-48, Діскавері STS-60
- Ілан Рамон: STS-107
- Маріо Ранко: Атлантіс STS-44, Індевор STS-54, Індевор STS-77
- Ревін Сергій Миколайович: Союз ТМА-04М/МКС-31-МКС-32
- Джудіт Резнік: Діскавері STS-41-D, Челленджер STS-51-L — вибух на 73 секунді після запуску, загинув весь екіпаж.
- Владимир Ремек: Союз-28/Салют-6 — перший чехословацький космонавт (чех), і перший космонавт не зі США чи СРСР.
- Вільям Рідді: Діскавері STS-42, Діскавері STS-51, Атлантіс STS-79/Мир
- Річардс Пол Вільям: STS-102
- Річард Річардс: Колумбія STS-28, Діскавері STS-41, Колумбія STS-50, Діскавері STS-64
- Рижиков Сергій Миколайович: Союз МС-02 (МКС-49-МКС-50); Союз МС-17 (МКС-63-МКС-64); Союз МС-27 (МКС-72/МКС-73)
- Стівен Робінсон: Діскавері STS-85
- Валерій Рождественський: Союз-23
- Роман Романенко: Союз ТМА-15
- Юрій Романенко: Союз-26/Салют-6, Союз-38/Салют-6, Союз ТМ-2/Мир/Союз ТМ-3
- Кент Ромінджер: Колумбія STS-73, Колумбія STS-80, Діскавері STS-85
- Джеррі Росс: Атлантіс STS-61-B, Атлантіс STS-27, Атлантіс STS-37, Колумбія STS-55, Атлантіс STS-74/Мир
- Кетлін Рубінс: Союз МС-01 (МКС-48-МКС-49); Союз МС-17 (МКС-63-МКС-64)
- Микола Рукавишніков: Союз-10, Союз-16, Союз-33.
- Стюарт Руса: Аполлон-14
- Валерій Рюмін: Союз-25, Союз-32/Салют-6/Союз-34, Союз-35/Салют-6/Союз-37
- Рязанський Сергій Миколайович: Союз ТМА-10М, Союз МС-05/МКС-52-53

## С
- Світлана Савицька: Союз Т-7/Салют-7/Союз Т-5, Союз Т-12/Салют-7
- Віктор Савіних: Союз Т-4/Салют-6, Союз Т-13/Салют-7/Союз Т-14, Союз ТМ-5/Мир/Союз ТМ-4
- Альберт Сакко: Колумбія STS-73
- Кетрін Салліван: Челленджер STS-41-G, Діскавері STS-31, Атлантіс STS-45
- Самокутяєв Олександр Михайлович: Союз ТМА-21 — МКС, Союз ТМА-14М — МКС
- Геннадій Сарафанов: Союз-15
- Султан Салман Аль Сауд: Діскавері STS-51-G — перший саудівський і перший арабський космонавт.
- Джон Свайгерт: Аполлон-13
- Стівен Свансон: STS-117, STS-119, Союз ТМА-12М (МКС-39/40)
- Віталій Севастьянов: Союз-9, Союз-18/Салют-4
- Рональд Сега: Діскавері STS-60, Атлантіс STS-76/Мир
- Маргарет Седдон: Діскавері STS-51-D, Колумбія STS-40, Колумбія STS-58
- Пірс Селлерс (Piers John Sellers):STS-112, STS-121, STS-132
- Кристофер Семброскі: SpaceX Inspiration4
- Давид Сен-Жак: Союз МС-11 (МКС-57/58)
- Роберт Сенкер: Колумбія STS-61-C
- Олександр Серебров: Союз Т-7/Салют-7/Союз Т-5, Союз Т-8, Союз ТМ-8/Мир, Союз ТМ-17/Мир
- Юджин Сернан: Джеміні-9A, Аполлон-10, Аполлон-17
- Цзян Сіньлінь: Шеньчжоу-17
- Роберт Сетчер:STS-129
- Сєрова Олена Олегівна: Союз TMA-14M
- Річард Сірфосс: Колумбія STS-58, Атлантіс STS-76/Мир, Колумбія STS-90
- Чарльз Симоні: Союз ТМА-10 — МКС — Союз ТМА-9; Союз ТМА-14 — МКС- Союз ТМА-13. П'ятий і сьомий космічний турист, Перший дворазовий космічний турист.
- Пол Скаллі-Павер: Челленджер STS-41-G
- Скворцов Олександр Олександрович: Союз ТМА-18, Союз ТМА-12М, Союз МС-13 (МКС-60/61)
- Френсіс Скобі: Челленджер STS-41-C, Челленджер STS-51-L — вибух на 73 секунді після запуску, загинув весь екіпаж.
- Вінстон Скотт: Індевор STS-72, Колумбія STS-87
- Девід Скотт: Джеміні-8, Аполлон-9, Аполлон-15
- Скрипочка Олег Іванович: Союз ТМА-М, Союз ТМА-20М, Союз МС-15 (МКС-61/62)
- Дік Слейтон: Аполлон-Союз
- Майкл Джон Сміт: Челленджер STS-51-L — вибух на 73 секунді після запуску, загинув весь екіпаж.
- Стівен Сміт: Індевор STS-68, Діскавері STS-82
- →  Анатолій Соловйов: Союз ТМ-5/Мир/Союз ТМ-4, Союз ТМ-9/Мир, Союз ТМ-15/Мир, Атлантіс STS-71/Мир/Союз ТМ-21, Союз ТМ-26/Мир
- Ногуті Соїті: STS-114; Союз ТМА-17 (МКС-22-МКС-23); SpaceX Crew-1 (МКС-64-МКС-65)
- Володимир Соловйов: Союз Т-10/Салют-7/Союз Т-11, Союз Т-15/Мир/Салют-7/Мир
- Шервуд Спрінг: Атлантіс STS-61-B
- Роберт Спрінгер: Діскавері STS-29, Атлантіс STS-38
- Томас Стаффорд: Джеміні-6A, Джеміні-9A, Аполлон-10, Аполлон-Союз
- Гайдемарі Стефанишин-Пайпер:STS-115, STS-126
- Сьюзен Стілл: Колумбія STS-83, Колумбія STS-94
- Ніколь Стотт: STS-128, МКС-20, МКС-21, STS-129, STS-133
- → : Стрекалов Геннадій Михайлович: Союз Т-3/Салют-6, Союз Т-8, Союз Т-10-1, Союз Т-11/Салют-7/Союз Т-10, Союз ТМ-10/Мир, Союз ТМ-21/Мир/Атлантіс STS-71
- Стурков Фредерік:STS-88, STS-105, STS-117, STS-128
- Роберт Стюарт: Челленджер STS-41-B, Атлантіс STS-51-J
- Сураєв Максим Вікторович: Союз ТМА-16 (МКС-21/22), Союз ТМА-13М (МКС-40/41)
- Цай Сюйчже: Шеньчжоу-14

## Т
- Норман Тагард: Челленджер STS-7, Челленджер STS-51-B, Атлантіс STS-30, Діскавері STS-42, Союз ТМ-21/Мир/Атлантіс STS-71
- Дої Такао: Колумбія STS-87
- Тані Деніел Мічіо: STS-108, STS-120—STS-122/МКС-16
- Тарєлкін Євгеній Ігорович: Союз ТМА-06М
- Джозеф Теннер: Атлантіс STS-66, Діскавері STS-82
- Валентина Терешкова: Восток-6
- котт Тінгл: Союз МС-07 (МКС-54/МКС-55)
- →  Володимир Титов: Союз Т-8, Союз Т-10-1, Союз ТМ-4/Мир/Союз ТМ-6, Діскавері STS-63, Атлантіс STS-86/Мир
- Герман Титов: Восток-2
- Ґергард Тіле (Gerhard Thiele): STS-99
- Токарєв Валерій Іванович: STS-96, Союз ТМА-7/МКС-12
- Дональд Томас: Колумбія STS-65, Діскавері STS-70, Колумбія STS-83, Колумбія STS-94
- →  Ендрю Томас: Індевор STS-77, Індевор STS-89/Мир/Діскавері STS-91
- Мішель Тоніні: Союз ТМ-15/Мир/Союз ТМ-14
- Вільям Торнтон: Челленджер STS-8, Челленджер STS-51-B
- Кетрін Торнтон: Діскавері STS-33, Індевор STS-49, Індевор STS-61, Колумбія STS-73
- Трещов Сергій Євгенович:STS-111, МКС-5, STS-113
- Б'ярні Тріггвасон: Діскавері STS-85
- Юджин Трін: Колумбія STS-50
- Річард Трулі: Колумбія STS-2, Челленджер STS-8
- Фам Туан: Союз-37/Салют-6/Союз-36 — перший в'єтнамський і перший азійський космонавт
- П'єр Джозеф Тюо (Thuot): Атлантіс STS-36, Індевор STS-49, Колумбія STS-62
- Тюрін Михайло Владиславович: STS-105, МКС-3, STS-108, Союз TMA-9, Союз TMA-11M
- Роберт Тьорск: Колумбія STS-78

## У
- Юрій Усачов:Союз ТМ-18/Мир, Союз ТМ-23/Мир, STS-101, STS-102/МКС-2/STS-105.

## Ф
- Джон Фабіан: Челленджер STS-7, Діскавері STS-51-G
- Жан-Жак Фав'є: Колумбія STS-78
- Мохаммед Фаріс: Союз ТМ-3/Мир/Союз ТМ-2 — перший сирійський космонавт.
- Берталан Фаркаш: Союз-36/Салют-6/Союз-35 — перший угорський космонавт.
- Андрій Федяєв: SpaceX Crew-6/МКС-68
- Фей Цзюньлон (Fei Junlong): Шеньчжоу-6
- Костянтин Феоктистов: Восход-1
- Крістофер Джон Фергюсон (Ferguson): STS-115, STS-126, STS-135
- Мартін Феттман (Fettman): Колумбія STS-58
- Франц Фібьок: Союз ТМ-13/Мир/Союз ТМ-12 — перший австрійський космонавт.
- Анатолій Філіпченко: Союз-7, Союз-16
- Джон Філліпс: STS-100, Союз ТМА-6/МКС-11, STS-119
- Едвард Майкл Фінк: Союз ТМА-4/МКС-9, Союз ТМА-13/МКС-18, STS-134
- Анна Фішер: Діскавері STS-51-A
- Вільям Фішер: Діскавері STS-51-I
- Джек Фішер: Союз МС-04/МКС-51-МКС-52
- Клаус-Дітріх Фладе: Союз ТМ-14/Мир/Союз ТМ-13
- Майкл Форман: Індевор STS-123, Атлантіс STS-129
- Майкл Фоссум: STS-121, STS-124, Союз ТМА-02М/МКС-28-МКС-29
- =  Колін Майкл Фоул: Атлантіс STS-45, Діскавері STS-56, Діскавері STS-63, Атлантіс STS-84/Мир/Атлантіс STS-86
- Стівен Фрік (Frick): STS-110, STS-122
- Дірк Фрімо: Атлантіс STS-45 — перший бельгійський космонавт
- Арне Крістер Фуглесанг (Fuglesang): STS-116, STS-128
- Чарлз Фулертон: Колумбія STS-3, Челленджер STS-51-F
- Сатосі Фурукава: Союз ТМА-02М (МКС-28), SpaceX Crew-7 (МКС-69-70)
- Райнхард Фюррер: Челленджер STS-61-A
- Ендрю Джей Фьюстел (Feustel Andrew Jay): STS-125, STS-134, Союз МС-08 (МКС-55/56)

## Х
- Хазза аль-Мансурі: Союз МС-15 (експедиція відвідування-19) — перший космонавт з ОАЕ
- Кетрін Хайр: Колумбія STS-90, STS-130
- Лорел О'Хара: Союз МС-24 (МКС-69-70-71)
- Не Хайшен: Шеньчжоу-12
- Халсел Джеймс (Halsell): Колумбія STS-65, Атлантіс STS-74/Мир, Колумбія STS-83, Колумбія STS-94
- Грегорі Харбо: Діскавері STS-39, Індевор STS-54, Атлантіс STS-71/Мир, Діскавері STS-82
- Хартсфілд Генрі Воррен: Колумбія STS-4, Діскавері STS-41-D, Челленджер STS-61-A
- Кріс Хедфілд: Атлантіс STS-74/Мир
- Тайлер Хейг: Союз МС-12 (МКС-59/60)
- Фред Хейз: Аполлон-13, Ентерпрайз (шаттл) (1977)
- Блейн Хеммонд: Діскавері STS-39, Діскавері STS-64
- Карл Хеніце: Челленджер STS-51-F
- Томас Хеннен: Атлантіс STS-44
- Теренс Хенрікс: Атлантіс STS-44, Колумбія STS-55, Діскавері STS-70, Колумбія STS-78
- Даглас Херлі (Hurley): STS-127, STS-135
- Херрінгтон Джон Беннет (Herrington): STS-113
- Річард Хіб: Діскавері STS-39, Індевор STS-49, Колумбія STS-65
- Джоан Хіґґінботам (Higginbotham): STS-116
- Дейвід Хілмерс: Атлантіс STS-51-J, Діскавері STS-26, Атлантіс STS-36, Діскавері STS-42
- Воррен Хобург: SpaceX Crew-6/МКС-68
- Хопкінс Майкл Скотт (Hopkins): Союз ТМА-10М (МКС-37/38); Союз МС-18 (МКС-65/66)
- Стівен Хоулі: Діскавері STS-41-D, Колумбія STS-61-C, Діскавері STS-31, Діскавері STS-82
- Джефрі Хоффман: Діскавері STS-51-D, Колумбія STS-35, Атлантіс STS-46, Індевор STS-61, Колумбія STS-75
- Акіхіко Хошіде: STS-124, Союз ТМА-05М (МКС-32/33), SpaceX Crew-2 (МКС-65)
- Євген Хрунов: Союз-5-Союз-4
- Тан Хунбо: Шеньчжоу-12; Шеньчжоу-17
- Хьюз-Фулфорд Міллі Елізабет: STS-40

## Ц
- Цзин Хайпен: Шеньчжоу-7, Шеньчжоу-9
- Василь Циблієв: Союз ТМ-17/Мир, Союз ТМ-25/Мир

## Ч
- Калпана Чавла: Колумбія STS-87
- Франклін Чанг-Діас: Колумбія STS-61-C, Атлантіс STS-34, Атлантіс STS-46, Діскавері STS-60, Колумбія STS-75, STS-91, STS-111
- Раджа Чарі: SpaceX Crew-3 (МКС-66/67)
- Серіна Ауньйон-Ченселлор: Союз МС-09 (МКС-56/57)
- Чжай Чжиган: Шеньчжоу-7
- Чжан Сяогуан: Шеньчжоу-10
- Лерой Рассел Чіао: Колумбія STS-65, Індевор STS-72, Діскавері STS-92
- Кевін Чілтон: Індевор STS-49, Індевор STS-59, Атлантіс STS-76/Мир
- Микола Чуб: Союз МС-24 (МКС-69-70-71)

## Ш
- Шамітофф Грегорі Еррол:STS-124/МКС-17-МКС-18, STS-126/МКС-44
- Шаргін Юрій Георгійович: Союз ТМА-5
- Саліжан Шаріпов: Індевор STS-89/Мир, Союз ТМА-5/МКС-10
- Ракеш Шарма: Союз Т-11/Салют-7/Союз Т-10 — перший індійський космонавт
- Гелен Шарман: Союз ТМ-12 — Мир —Союз ТМ-11 — перша британська, перша європейська космонавтка
- Володимир Шаталов: Союз-4, Союз-8, Союз-10
- Марк Шаттлворт: другий космічний турист
- Рассел Швайкарт: Аполлон-9
- Тан Шенцзе: Шеньчжоу-17
- Алан Шепард: Меркурій-3 (Фрідом-7), Аполлон-14
- Вільям Шеперд: Атлантіс STS-27, Діскавері STS-41, Колумбія STS-52
- Клим Шипенко: Союз МС-19 (МКС-65) — російський кінорежисер
- Вальтер Ширра: Меркурій-8 (Сигма-7), Джеміні-6A, Аполлон-7
- Шкаплеров Антон Миколайович: Союз ТМА-22 (МКС-29/МКС-30), Союз TMA-15M (МКС-42), Союз МС-07 (МКС-54/МКС-55), Союз МС-19 (МКС-65/МКС-66)
- Ганс Шлегель: Колумбія STS-55, STS-122
- Гаррісон Шмітт: Аполлон-17
- Георгій Шонін: Союз-6
- Брюстер Хопкінсон Шоу: Колумбія STS-9, Атлантіс STS-61-B, Колумбія STS-28
- Лорен Шрайвер (Shriver): Діскавері STS-51-C, Діскавері STS-31, Атлантіс STS-46

## Ю
- Кімія Юї: Союз ТМА-17М/МКС-44-МКС-45
- Юрчихін Федір Миколайович: STS-112/МКС-5, Союз ТМА-10/МКС-15, Союз ТМА-19/МКС-24-МКС-25, Союз ТМА-09М/МКС-36

## Я
- Наоко Ямадзакі: STS-131
- Лю Ян, перша китайська жінка-космонавт: Шеньчжоу-9, Шеньчжоу-14
- Ван Япін: Шеньчжоу-10/Тяньгун-1
- Джон Янг: Джеміні-3, Джеміні-10, Аполлон-10, Аполлон-16, Колумбія STS-1, Колумбія STS-9.